# Parathyma urvasi
Parathyma urvasi är en fjärilsart som beskrevs av Felder 1860. Parathyma urvasi ingår i släktet Parathyma och familjen praktfjärilar. Inga underarter finns listade i Catalogue of Life.